# わたしを離さないで
『わたしを離さないで』（わたしをはなさないで、原題：Never Let Me Go）は、2005年発表のカズオ・イシグロによる長編小説で、同年のブッカー賞最終候補作。
日本語版は2006年4月に、土屋政雄の翻訳で早川書房から単行本が刊行され、2008年8月にハヤカワ文庫版が発刊された。
2010年にマーク・ロマネク監督、キャリー・マリガン、アンドリュー・ガーフィールド、キーラ・ナイトレイ主演により映画化された。
日本では2014年に蜷川幸雄演出、多部未華子主演により舞台化され、2016年には綾瀬はるか主演によりTBSテレビでテレビドラマ化された。
2017年、イシグロのノーベル文学賞受賞にともなって本作の注目度も高まり、日本でも注文が殺到して増版された。また、CS放送のTBSチャンネルとTBSは、前述のテレビドラマ版を再放送することを急遽決定した。

## あらすじ
1990年代末のイギリスで提供者達の世話をする31歳の介護人であるキャシーは、提供者達の世話をしつつ自分の育ったヘールシャムにある施設で暮らした奇妙な少女時代や卒業後を回想し、自分達の秘密を紐解いていく。

### 第一部(1章から9章)
そこは外界から隔絶された全寮制の学校で、主任保護官のエミリ先生を中心に保護官達が授業をし生徒たちの生活を監視・監督する。特に図画工作や詩などを作る創作活動が重視され、健康診断が毎週実施されていた。優れた作品は定期的に施設を訪れるマダムが収集した。それらの作品は外部の展示館に飾られると噂されていた。残りの作品は交換会に出品し、出品に応じてもらえる交換切符で他の生徒の作品を得る事ができた。外部の商品を得る販売会以外で持ち物を増やせる唯一の機会だったため、生徒達は交換会に熱中した。
12、3歳の頃、キャシーは癇癪持ちでいじめられっ子のトミーと親しくなった。トミーは絵がかなり下手だが、年少組の頃、優しくて人気者だった保護官のジェラルディン先生に絵を褒められて他の生徒達から反感を買った事からいじめられるようになった。しかし、絵を描きたくなければ描かなくてよいとルーシー先生に言われて落ち着く。ルーシー先生の考えが他の保護官達と違ったため、トミーとキャシーはヘールシャムには何か秘密があると感じ、以後情報を交換しあうようになる。
キャシーは、年少組の頃からの親友で見栄っ張りのルースとは喧嘩を繰り返しつつも、惹かれていく。
キャシーは「ベイビー、わたしを離さないで」という歌詞が入ったジュディ・ブリッジウォーターの『夜に聞く歌』のカセットテープが好きで、赤ちゃんを授かった母親の歌と思い込んで繰り返し聞いていた。ある日、聞きながら踊っているところを、マダムに覗かれてしまったが、マダムは泣いていた。
ほどなくしてテープが無くなってしまったが、代わりにとルースが『ダンス二十選』のテープをくれた。
15歳、ヘールシャム最後の年、ルーシー先生が我慢できずに生徒達にヘールシャムの「真実」を語り出した。生徒達は臓器提供のために造られ、中年にすらなれないかもしれない将来が決まっているので、それを自覚して夢など持たずしっかり生きるようにと、ルーシー先生は諭した。程なくしてルーシー先生はトミーを呼び、昔の自分の発言を否定しトミーに絵を描くように勧めた。トミーは再び不安定になり、付き合っていたルースとも破局した。キャシーはルースの後釜になると目されていたが、当のルースからトミーとの和解の手助けを求められて承諾、トミーの相談に乗って撚りを戻させた。ルーシー先生は保護官を辞めた。

### 第二部(10章から17章)
16歳になった生徒たちはヘールシャムを巣立ち、いくつかの場所に移される。キャシー、ルース、トミーら8人は廃業した農場を利用したコテージに行く。そこでは他の施設出身者たちとともに過ごし、最長2年間かけて論文を書くが、途中でコテージを出て介護人になる訓練に行く事もできる。年老いたケファーズさんが物資を届けたりしてくれるだけで、保護官はいない環境で集団生活を行う。それぞれカップルになったり、セックスをしたり、街に出かけたりできる割と自由な環境だった。その中でヘールシャムの卒業生は特別視されていた。
提供者として造られた彼らは人工的なクローン人間であり子供も作れない。それぞれのオリジナルを「ポシブル」と呼んでいる。自分のポシブルがどんな人物であるかを彼らが知ることはめったにない。コテージの先輩カップルのクリシーとロドニーからルースのポシブルの目撃情報を得た3人はノーフォークへ向かう。ノーフォークのとある事務所で働いているその人物は遠目にはルースの面影が感じられた。しかし、尾行してより近い距離から観察してみると明らかに別人だと分かり、落胆する。そもそも先輩達の目的は他にあり、ヘールシャム出身者は本当に愛し合っていれば提供を3年間猶予してもらえるという噂の真相を3人から探り、自分達もそうなりたいという事だった。ルースはいつものように知ったかぶって話を合わせたが、トミーは合わせなかったためルースの怒りを買った。ポシブルが勘違いだった事も手伝ってルースの怒りは収まらず、別行動をとることになり、トミーはキャシーと中古店を回り、かつてキャシーが無くしたカセットテープを買った。
トミーは提供の猶予があるとしたら、マダムの展示館行きになった作品を参考に内面を知り、カップルが本当に愛し合っているか判定しているのではないかと考えた。そして作品制作をさぼっていた自分を悔やみ、新たに想像上の動物の絵を描き続けた。
コテージに帰ってから、キャシーとトミーにあったことをルースが知る所となり、ルースの誘導によってキャシーとトミーは仲違いをした。キャシーは解決しようとしたが却ってルースとの仲も悪くなった。その後、キャシーは論文を未完成のままコテージを卒業し介護人の訓練に行く事にした。

### 第三部(18章から23章)
キャシーがコテージを出て 7年が経った。ヘールシャムは閉鎖されていた。キャシーがコテージを出た後、ルースの性格はさらに酷くなり周りとうまくいかなくなり、トミーとも気持ちが離れた。ルースもしばらく介護人をしていたが、最初の提供を終えて2か月、キャシーが介護人としてつくことになった。湿地で船が座礁したというニュースが流れ、その近くにトミーのいる回復センターがある事から、2人は船の見物ついでにトミーに会いに行った。トミーは2回目の提供を終えた後だった。船を見物した帰り、ルースは2人に懺悔した。本当はカップルになるのはトミーとキャシーだった筈なのを分かってて自分が邪魔し続けた。許されることではないけど、マダムの住所を入手したので提供を猶予してもらい、2人の時間を取り戻して欲しいとルースは願った。ルースは2回目の提供後に死に、1年後、トミーが3回目の提供を終えてからキャシーはトミーの介護人になった。
2人はセックスをするようになり、トミーの描き続けた絵を持って、マダムに提供の猶予を頼みに行った。マダムと一緒に暮らしていたエミリ先生が説明をした。もともとエミリ先生とマダムは、クローン人間にも心があり、ちゃんと教育を受けさせれば普通の人間と同じに育つ事を示そうとヘールシャムの施設を作り、子供達の作品を集めて展示会を開き、寄付を集める運動をしていた。しかしモーニングデールという科学者が、能力を強化したクローン人間を作る違法な研究をしていたことが発覚した。無関係な事件であるものの、クローン人間に対する世間の嫌悪を煽る事になり、運動への支援も無くなってヘールシャムも閉鎖に追い込まれた。昔から提供の猶予などは噂でしかなく、保護官にそんな力は無かった。ルーシー先生は、生徒達に将来を正直に教えるべきだと主張したが、エミリ先生達は生徒達に嘘を吐いてでも希望を持たせ、一生懸命に生きる事を教えようとした。そのためルーシー先生は退職した。マダムは昔キャシーがカセットテープを聞きながら踊っていたのも覚えていて、残酷な世界に生きる少女に胸を打たれた事を告白した。
周りから大袈裟に賞賛されるほど危険な 4回目の臓器提供を迎えるに当たって死を覚悟したトミーは、醜態を見せたくないからと介護人を変える事にし、キャシーはトミーの元から去った。

## 評価
抑制された文体で人間と社会の新たな関係を描き出した本作は、英文学者の柴田元幸がイシグロの最高傑作と激賞する一方、作家の佐藤亜紀はあまりにエモーショナルな情動を追いすぎていると酷評し、2006年のワースト作品であると公言した。
2017年度ノーベル文学賞がイシグロに送られた際には、その受賞理由である「世界と繋がっているという我々の幻想に隠された深淵を偉大な感情力で明るみにした一連の小説」を体現する代表作として本作を紹介する解説者が多くいた。
豊崎由美は書評で「切ない恋愛小説」「残酷なビルドゥングスロマン」と評価した。
イシグロは『わたしを離さないで』は平行世界のイギリスを舞台にしているにもかかわらず、2015年までの自身の作品のうちでもっとも「日本的」な小説だと考えており、それまでに接してきた日本の映画や書籍の影響が登場人物のふるまいなどに反映されているという。

## 日本語訳書
- 『わたしを離さないで』土屋政雄訳
  - 早川書房、2006年4月、ISBN 978-4-15-208719-5
  - ハヤカワepi文庫、2008年8月、ISBN 978-4-15-120051-9

## 映画
キャリー・マリガン、アンドリュー・ガーフィールド、キーラ・ナイトレイ主演、マーク・ロマネク監督で映画化され、2010年に公開された。イシグロ自身も製作総指揮として名を連ねている。

## 舞台
ホリプロの企画制作により2014年に舞台化され、彩の国さいたま芸術劇場、愛知県芸術劇場とシアター・ドラマシティで上演された。演出は蜷川幸雄、脚本は倉持裕。

### キャスト（舞台）
- 八尋 - 多部未華子[12]
- もとむ - 三浦涼介[12]
- 鈴 - 木村文乃[12]
- 山本道子
- 床嶋佳子
- 銀粉蝶

### スタッフ（舞台）
- 演出 - 蜷川幸雄
- 脚本 - 倉持裕
- 企画制作 - ホリプロ

### 上演日程
- 4月29日 - 5月15日：彩の国さいたま芸術劇場 大ホール[11]
- 5月23日 - 5月24日：愛知県芸術劇場 大ホール
- 5月30日 - 6月3日：梅田芸術劇場シアター・ドラマシティ[12]

## テレビドラマ
2016年1月15日から3月18日まで、TBSテレビ系「金曜ドラマ」枠にてテレビドラマ化された。主演は綾瀬はるか。脚本は森下佳子。
キャッチコピーは「運命に挑むには、愛するしかなかった。」。
原作のイギリスから、舞台を日本に移して翻案。主人公は「恭子」、ヘールシャムは「陽光学苑」などに置き換えている。物語は恭子が過去に遡って語るモノローグ（＝信頼できない語り手）によって進行し、第1話 - 第3話を「第1章：陽光学苑編」、第4話 - 第6話を「第2章：コテージ編」、第7話以降を「最終章：希望編」としている。
鈴木梨央は2013年のNHK大河ドラマ『八重の桜』に続き、綾瀬演じる主人公の幼少期を演じる。
ドラマに先駆け、綾瀬はイギリスにて原作者のイシグロと4時間以上にわたる対談に臨んだ。

### キャスト（テレビドラマ）

#### 主要人物
保科 恭子（ほしな きょうこ）
演 - 綾瀬はるか（幼少期：鈴木梨央）
原作でのキャシーに相当。
現在は数人の「介護人」を務める。料理・絵画が得意。幼少期は明るくお人好しな優等生で、友彦を常に気にかけ、互いに惹かれていく。
学苑卒業後、友彦、美和と共にコテージ『ブラウン』で生活するが、三人の関係は次第にこじれていき、真実の自決をきっかけに、感情を捨て淡々と自分の使命を受ける事を決意、一人コテージを去る。
その後、美和からの「介護人」リクエストをきっかけに再会する。
土井 友彦（どい ともひこ）
演 - 三浦春馬（幼少期：中川翼）
原作でのトミーに相当。
あだ名は「トモ」。やや押しに弱く優柔不断なところがある。感情が高ぶった時にオナラが出る体質。
幼少期は絵が苦手かつ癇癪持ちである事で、からかいの対象にされていたが、恭子や龍子の心遣いからサッカー選手への夢を持つ。
「提供者」となった後、恭子とは疎遠になっていたが、美和の「提供」を前に三人で陽光学苑跡地を見に行く約束をし、再会する。
酒井 美和（さかい みわ）
演 - 水川あさみ（幼少期：瑞城さくら）
原作でのルースに相当。「提供者」となり、恭子を「介護人」にリクエストする。
幼少より自分が一番でないと気が済まない、勝気で小悪魔的な性格。恭子が友彦からプレゼントされたCDを盗んだり、強引に友彦と交際を始めたりと恭子を振り回していく。
その反面、恭子がコテージを去ろうとする事に困惑するなど、内心では彼女に依存する言動もみられる。

#### 恭子の元クラスメイト
遠藤 真実（えんどう まなみ）
演 - 中井ノエミ（幼少期：エマ・バーンズ）
冷静で勘が鋭く、自身達の出自や学苑の管理にいち早く気づく。
学苑卒業後も恭子と連絡をとり、愛煙家であり学苑時代に厳しく止められていたタバコを嗜む。
コテージ『ホワイトマンション』で住人と共に「提供者」の権利運動を行うが、警察に知られ逃亡。街頭で自らナイフで手首を切った後、自身らの境遇を周囲に訴え、首もとにナイフを当て自決する。
大山 珠世（おおやま たまよ）
演 - 馬場園梓（幼少期：本間日陽和）
現在は友彦の介護人で、「提供」の通知が届いている。根っから明るくおおらかな性格。原作でのローラに相当。
花（はな）
演 - 大西礼芳（幼少期：濱田ここね）
大人しい性格で、内心で美和を苦手に思う。美和の話によると、「介護人」講習で友彦と再会し、絵画の指導をしていたらしい。原作でのハナに相当。
三村 広樹（みむら ひろき）
演 - 小林喜日
学苑でのガキ大将的な存在で、絵が苦手な友彦をからかっていた。梯子を使い聖人と共に学苑の外に出て、その日以降消息を絶つ。
内田 聖人（うちだ まさと）
演 - 石川樹
広樹と共に学苑の外へ出て消息を絶つ。

#### 陽光学苑 教職員
堀江 龍子（ほりえ たつこ）
演 - 伊藤歩
原作でのルーシー先生に相当。陽光学苑に赴任してきた保健体育教師。
当初は恵美子の教育理念に共感していたが、学苑の現実を目の当たりにし、広樹・聖人の失踪事件を機に心身ともにやつれ果て、心の病を理由に学苑を去る。
元々は「提供者」への支援団体に参加し、教師退職後は提供者にまつわるライターの仕事に就く。
街中で恭子と再会、三度目の「提供」が迫った友彦を少年サッカーの観戦に誘う。
克枝（かつえ）
演 - 山野海
寮母兼食堂担当。
山崎 次郎（やまざき じろう）
演 - 甲本雅裕
美術部顧問。明るく教育熱心で、美和に慕われていた。原作でのジェラルディン先生に相当。
神川 恵美子（かみがわ えみこ）
演 - 麻生祐未
陽光学苑の校長および創立者。
表向きは穏やかで凛とした印象だが、生徒達を「特別な使命を持った“天使”」と洗脳まがいに教育し、学苑の管理のためには冷徹で手段を選ばない。
実父はクローン研究の一人者であり、 当時は自分や身内の細胞を使いクローンの研究を行っていた。恵美子自身、実母をルーツにしたクローンであり、人間のクローンとしては初の成功例であった。
原作でのエミリー先生に相当（原作にはクローンという設定はない）。

#### コテージ ブラウン
立花 浩介（たちばな こうすけ）
演 - 井上芳雄
コテージ住人のリーダー。コテージで孤立した恭子を慰め、体も重ねる。「介護人」となる事が決まり、いち早くコテージを去る。
峰岸（みねぎし）
演 - 梶原善
コテージ管理人。「提供者」の存在を軽蔑し、コテージ住人に何かと悪態をつく。原作のケファーズに相当。
金井 あぐり（かない あぐり）
演 - 白羽ゆり
コテージでの恭子の行動で自分の立場がなくなる事で、内心で恭子を疎ましく思う。美和が語った噂話の「提供の猶予」を信じている。原作のクリシーに相当。
譲二（じょうじ）
演 - 阿部進之介
あぐりの彼氏。原作のロドニーに相当。
信（しん）
演 - 川村陽介
陽光とは異なる「ホーム」という施設の出身。気さくな性格。
桃（もも）
演 - 松岡恵望子
信と同じ施設の出身。性に奔放。陽光出身者の待遇に不満を抱く。

#### その他
マダム
演 - 真飛聖
時おり陽光学苑に訪問しては、生徒たちの作品を選別して持ち帰っていく謎めいた女性。
作品を政財界などに紹介し、「提供者」の持つ才能を世間に知らせる役目を担っていた。
加藤（かとう）
演 - 柄本佑
恭子が介護を担当する「提供者」の一人で、恭子の良き相談相手となっている。
中村 彩（なかむら あや）
演 - 水崎綾女
珠世に代わり、友彦の「介護人」を務める。

#### ゲスト

##### 第5話
古着屋店長
演 - 大友康平
恭子と友彦が訪れた「のぞみが崎」（原作でのノーフォークに相当）付近の古着屋で出会った男性。かつて友彦が恭子にプレゼントしたものと同じCDを譲る。
かつて「提供」を受け、命を助けられた事がある模様。

##### 第8話
少女
演 - 鈴木梨央
陽光学苑跡地に設立された「ホーム」にいた、幼少期の恭子と瓜二つの少女。恭子と同じルーツを持つクローンと推測される。

##### 第9話
古井（ふるい）
演 - 八代英輝
出版社に勤める編集者。幼少期の恭子が描いた絵が本の表紙に使われていた事から、恭子たちが恵美子と再会するきっかけを作る。

##### 最終話
少年サッカーの父兄
演 - 槙尾ユウスケ
子供の頃に心臓の「提供」を受けている。

### スタッフ（テレビドラマ）
- 原作 - カズオ・イシグロ『わたしを離さないで』
- 脚本 - 森下佳子
- 音楽 - やまだ豊
- 劇中歌 - 「Never Let Me Go」（作曲 : やまだ豊、歌 : Julia Shortreed）[19][20]
  - 劇中ではJudy BridgewaterのCDアルバム『Songs after Dark』の中の1曲という設定。
- 演出 - 吉田健、山本剛義、平川雄一朗
- プロデューサー - 渡瀬暁彦、飯田和孝
- 製作著作 - TBS

### 放送日程
| 各話                                                          | 放送日  | サブタイトル                                                      | 演出       | 視聴率 |
| ------------------------------------------------------------- | ------- | ----------------------------------------------------------------- | ---------- | ------ |
| 第1話                                                         | 1月15日 | ドラマ史上最も哀しい運命…衝撃の結末へ愛しく儚い命の果ての希望とは | 吉田健     | 6.2%   |
| 第2話                                                         | 1月22日 | 因縁の再会…20年前の嘘が今、3人の運命を動かす                      | 吉田健     | 6.2%   |
| 第3話                                                         | 1月29日 | 初恋の行方は…閉ざされた未来に見た儚い夢と希望                     | 山本剛義   | 7.7%   |
| 第4話                                                         | 2月05日 | 開かれた扉…新たな恋は希望か絶望か                                 | 吉田健     | 7.4%   |
| 第5話                                                         | 2月12日 | ついに見えた希望!!提供の"猶予"が導く波乱の恋                      | 山本剛義   | 7.7%   |
| 第6話                                                         | 2月19日 | 第2章完結!!求めた愛と希望の行末は…永遠の別れ                      | 平川雄一朗 | 6.8%   |
| 第7話                                                         | 2月26日 | 最終章へ…再会の夢近づく終末に望むのは許しと愛                     | 平川雄一朗 | 6.7%   |
| 第8話                                                         | 3月04日 | 友との別れ…解ける因縁、託されたのは最期の希望                     | 吉田健     | 6.2%   |
| 第9話                                                         | 3月11日 | 未来を取り戻す!!最後の希望の行方…全ての真実が明かされる運命の瞬間 | 山本剛義   | 6.5%   |
| 最終話                                                        | 3月18日 | 愛と希望の結末は…生きること愛することそして生まれてきた意味とは?  | 吉田健     | 6.7%   |
| 平均視聴率 6.8%（視聴率はビデオリサーチ調べ、関東地区・世帯） |         |                                                                   |            |        |

| TBS系 金曜ドラマ                         | TBS系 金曜ドラマ                               | TBS系 金曜ドラマ                                                        |
| 前番組                                   | 番組名                                         | 次番組                                                                  |
| ---------------------------------------- | ---------------------------------------------- | ----------------------------------------------------------------------- |
| コウノドリ （2015年10月16日 - 12月18日） | わたしを離さないで （2016年1月15日 - 3月18日） | 私、結婚できないんじゃなくて、 しないんです （2016年4月15日 - 6月17日） |